# Black Tiger (videojuego)
Black Tiger, conocido en Japón como Black Dragon (ブラックドラゴン, Burakku Doragon), es un videojuego de plataformas lanzado para los arcades por Capcom en 1987.

## Trama
La tierra se encuentra bajo el control de tres malvados dragones demoniacos, quienes descendieron al reino para traer oscuridad y destrucción. De las ruinas emergió un héroe bárbaro, quien busca matar a los dragones y restaurar el reino a su antigua gloria.

## Jugabilidad
El juego es presentado en un formato de desplazamiento lateral similar a Bionic Commando. El jugador controla al héroe bárbaro navegando por ocho niveles infestados con enemigos y destruyendo a los jefes de los niveles. El jugador puede encontrar un número de «hombres sabios» que otorgarán recompensas al ser rescatados. Aunque las recompensas de un hombre sabio a menudo consisten en «consejos» evidentes, la mayoría vienen en forma de «monedas zenny», dinero que permite al jugador comprar varios ítems, como una mejora para sus armas y armadura, llaves para los cofres del tesoro, y pociones de antídoto. Atacando ciertas paredes se podrán encontrar ítems especiales que revelan monedas, otorgan armadura mejorada, vitalidad completa, vidas o tiempo extra, o simplemente puntos. La barra de vitalidad del jugador también incrementará hasta cuatro veces como recompensa por alcanzar ciertas puntuaciones. El jugador podrá encontrar mazmorras escondidas en el nivel para ganar puntos e ítems.
La versión japonesa tiene un par de cambios que la vuelven más desafiante que su contraparte americana:
- Varios obstáculos de derrumbes fueron añadidos.
- Los precios de muchos ítems son mayores.
- Se necesitan más puntos para incrementar la vitalidad máxima.
- No es posible evitar el daño de los jefes agachándose debajo de ellos.

## Desarrollo
Black Tiger fue planeado para su lanzamiento alrededor de octubre de 1986, pero fue atrasado por dificultades en la programación. Durante la conversión, el juego fue uno de los diez juegos incluidos en un acuerdo de $2.000.000 entre U.S. Gold y algunos especialistas en máquinas de monedas japonesas.

## Ports
- U.S. Gold con sede en Europa lanzó versiones de Black Tiger para Amstrad CPC, Amiga, Atari ST y ZX Spectrum en 1989. Una versión para la Commodore 64 fue lanzada en 1990, desarrollada por Softworx.
- Una emulación del juego de arcade está incluida en las compilaciones Capcom Classics Collection: Remixed para PlayStation Portable y Capcom Classics Collection Vol. 2 para PlayStation 2 y Xbox.
- La versión de arcade de Black Tiger fue lanzada en la consola virtual de Wii en Japón el 7 de diciembre de 2010, en las regiones PAL el 21 de enero de 2011, y en Norteamérica el 24 de enero.[5]
- El juego fue incluido como el juego inicial en Capcom Arcade Cabinet para PlayStation Network y Xbox Live Arcade el 19 de febrero de 2013.
- SonSon II para PC Engine fue un juego fuertemente basado en Black Tiger, pero dirigido a un público más joven.
- Black Tiger es uno de los 32 juegos disponibles en Capcom Arcade 2nd Stadium, que fue lanzado en julio de 2022.

## Recepción
En Japón, Game Machine listó al juego en su número del 15 de octubre de 1987 como el sexto juego de arcade más exitoso del mes.
Black Tiger recibió un número de reseñas positivas. Computer and Video Games puso a los ports de Atari ST, Amiga y Commodore 64 entre los mejores 20 juegos de las respectivas computadoras de 1990.